# Whitey Bell
William Hoyet "Whitey" Bell (nacido el 13 de septiembre de 1932 en Monticello, Kentucky) es un exjugador de baloncesto estadounidense que disputó dos temporadas en la NBA, y dos más en la ABL. Con 1,85 metros de estatura, jugaba en la posición de base.

## Trayectoria deportiva

### Universidad
Jugó durante tres temporadas con los Wolfpack de la Universidad Estatal de Carolina del Norte, interrumpidas durante dos años por el servicio militar, promediando en total 9,4 puntos y 3,0 rebotes por partido. Jugó además en su etapa universitaria al fútbol americano.

### Profesional
Fue adquirido en el verano de 1959 por los St. Louis Hawks, quienes automáticamente lo traspasaron, junto con Win Wilfong y Tom Hemans a los Cincinnati Royals a cambio de Johnny McCarthy, equipo del que fue cortado antes del comienzo de la temporada, fichando entonces como agente libre por los New York Knicks.
En su primera temporada con los Knicks disputó 31 partidos, en los que promedió 5,4 puntos y 2,8 rebotes. Al año siguiente, tras cinco partidos jugados, fue despedido, marchándose a jugar a la ABL, donde jugó dos temporadas, convirtiéndose en el mejor pasador de la liga, promediando 4,7 asistencias por partido.

## Estadísticas de su carrera en la NBA

### Temporada regular
| Temporada | Edad | Equipo          | Liga | P  | TIT | MIN  | TC  | TCA | %TC  | 3P | 3PA | %3P | TL  | TLA | %TL  | R.OF. | R.DEF. | REB | ASIS | ROB | TAP | PER | FP  | PTS |
| 1959-60   | 27   | New York Knicks | NBA  | 31 |     | 14.5 | 2.3 | 6.0 | .378 |    |     |     | 0.9 | 1.4 | .651 |       |        | 2.8 | 1.8  |     |     |     | 1.9 | 5.4 |
| 1960-61   | 28   | New York Knicks | NBA  | 5  |     | 9.0  | 1.4 | 3.6 | .389 |    |     |     | 0.2 | 0.6 | .333 |       |        | 1.4 | 0.2  |     |     |     | 1.4 | 3.0 |
| Total     |      |                 | NBA  | 36 |     | 13.7 | 2.1 | 5.6 | .379 |    |     |     | 0.8 | 1.3 | .630 |       |        | 2.6 | 1.6  |     |     |     | 1.8 | 5.1 |